# 金水國小
金水國小是一座位於中華民國金門縣金城鎮水頭聚落的一座校舍，過去曾是金門規模最大之僑辦小學，目前建築群以登錄金門縣歷史建築，並於2003年3月31日公告。

## 沿革
水頭黃氏族人自古曾在水頭聚落設立私塾和書齋。1921年，該家族透過家廟辦學，並設立新制學校「第二區第四國民學校」
。然而隨著入學學生人數增加導致現有的校舍空間不足，1927年，黃氏家族向印尼華僑募集。 並由黃金專和居印尼的黃嘉平和負責募款主席，負責匯款工作，黃廷參負責管理經費。 獻量則由印尼返回故鄉負責主持興建工作事宜。1929年，該家族向水頭黃氏三房購得建地，共花費1,800元。其中金水國小校舍藍圖由校長唐逢祥繪製，校舍於1931年動工，並聘請來自同安縣及本地匠師建造，建築物最終在1932年竣工，總計建校經費共白銀二萬餘元。同年11月12日辦理落成典禮，並舉辦戲劇演出及遊藝活動。
完成後，金水國小的營運經費主要由鄉紳組成董事會進行管理，並在印尼峇里巴板設置校產店舖，其租金收入即作為校務推動基金，同時校方也定期在店舖刊登《塔峰月刊》校刊，以提供印尼僑居地使僑民可接收家鄉資訊。1937年，日軍佔領金門，金水國小停辦。並在1941年利用作為日軍的野戰醫院使用，後於1946年後才復校，1950年，胡璉曾於此興辦「怒潮士官學校」，金水國小從則私立小學改為公立學校，直到1959年左右國軍才遷出才恢復為校園功能。1986年後，隨著在地地區學童因人口減少而被併校，該校舍遂不再為為教育功能使用。
1999年，金水國小校舍交由金門國家公園管理處修復，暫借銘傳大學金門校區使用。2000年代，包括金水國小校舍在內的「水頭得月樓洋樓群」獲選為金門縣歷史建築十景之一、以及臺灣歷史建築百景的第86名。
2003年，金門國家公園諮詢委員會召開委員會議，並規劃向銘傳大學收回金水國小，針對金水國小校舍進行重新再利用，2005年，建築經內部整修後開放，現作為地區展示館使用。

## 建築設計
金水國小校舍現為是水頭聚落保存最佳的公用建築，格局共一層樓，該建築物的其結構採用傳統材料，並在造型上則融入許多西式建築風格元素。其中建築前方設置了一個外廊，正立面以左、中、右三處出挑的走廊，中央山頭設有泥塑裝飾，標有「金門縣金城鎮金水國民小學」名牌。左右側面和背面採用傳統的石鋪基底、磚牆體和紅瓦屋頂結構。
建築物室內呈「回」字形佈局，包括中央設有大講堂，周圍則設有教室、辦公室和宿舍等空間，內部屋頂部分採用瓜柱式結構，而走廊多採用圓形磚柱。

## 另見
- 前水頭得月樓及黃輝煌洋樓
- 黃永遷、黃永鑿兄弟洋樓

## 外部連結
- 金水國小 - 金門國家公園 （页面存档备份，存于）
- 金水國小 - 金門觀光旅遊網 （页面存档备份，存于）